# Шинер-Туруново
Шине́р-Туруно́во (рос. Шинер-Туруново, чув. Шинер Тăрăн) — присілок у складі Чебоксарського району Чувашії, Росія. Входить до складу Чиршкасинського сільського поселення.
Населення — 134 особи (2010; 132 у 2002).
Національний склад:
- чуваші — 98 %